# 卡塔尔历史
卡塔尔在7世纪是阿拉伯帝国的一部分。1517年葡萄牙入侵，1555年被并入奥斯曼帝国版图，遭土耳其统治200多年。1846年萨尼·本·穆罕默德建立了卡塔尔酋长国。1882年英国入侵，并于1916年强迫卡塔尔酋长接受奴役性条约，成为英国的保护国。二次大战后，美势力渗入。1971年3月，英国宣布同海湾诸酋长国签订的所有条约于同年年底终止。1971年9月1日，卡塔尔宣布独立。

## 早期历史
在卡塔尔半岛上，当地居民已经维持了数千年的生产活动，但在前期的大部分时间，也仅仅是一些游牧部落的短期居住。

## 穆斯林统治
在倭马亚王朝时期，卡塔尔被描绘成为一个盛产马匹和骆驼的地方。在8世纪，由于其在波斯湾地区战略位置而获利甚多，并且开始成为珍珠贸易中心。
哈里发和萨乌德部落曾席卷过整个阿拉伯半岛（后来他们分别成为巴林和沙特阿拉伯的国王），并沿海岸线定居，进行捕鱼和珍珠养殖。这些部落为了争夺有利的牡蛎饲养场经常相互争斗，使整个领地分分合合，一直没有建立统一的主权。
13世纪穆斯林学者雅谷特·阿尔·哈马维的《地理词典》提到卡塔尔。

## 后伊斯兰黄金时期
许多东部的阿拉伯地区于1253年由乌斯库里德人所控制。但之后在1320年由忽里模子王子所获得。卡塔尔的珍珠成为王国的主要收入来源。
1521年，巴林和卡塔尔被葡萄牙人所控制。

## 阿勒哈利法和沙特的控制
随着波斯人进犯祖巴拉，Utub和其他阿拉伯部落于1783年将波斯人驱逐出巴林。在Utub吞并巴林之前的某个时候，Al Jalahma脱离了Utub联盟并且回到了祖巴拉。这个使得阿勒哈利法部落无争议地拥有了巴林的。他们将中心从祖巴拉移至麦纳麦。巴林不断地对大陆地区施加权威，并且赞扬了瓦哈比派抵御来自卡塔尔的挑战。然而卡塔尔并没有形成一个中央权威。这是因为阿勒哈利法将重心放在巴林。卡塔尔经历多个“临时酋长”的时期。其中最为著名的是Rahmah ibn Jabir al-Jalahimah。至1790年，祖巴拉被描绘成为最安全的商人天堂。他们得到完全的保护，并且没有任何关税。
在19世纪哈里发部落统治着由巴林岛直到北部卡塔尔半岛的西部。尽管当时卡塔尔处在一个合法的从属国地位，但由于沿东海岸多哈和沃克拉的渔村中，反对巴林人哈里发统治的呼声高涨。

### 卡塔尔巴林战争
1867年6月，默罕默德·阿勒哈利法的代理人逮捕了一个来自沃克拉的贝都因人，并将他驱逐至巴林。默罕默德·本·萨尼要求将其释放，但被代理人拒绝。这个促使萨尼将其驱逐出沃克拉。萨尼之子前往巴林进行协商。他被投入监狱。大量海军前往Al Wakrah和Al Bidda，惩处当地居民。阿布扎比也加入了巴林的行动。这是因为Al Wakrah成为了来自阿曼的移民之地。这一年之后，联合部队洗劫了两个城市，并造成2000人死亡。卡塔尔巴林战争爆发。
巴林人的进攻，违反了1820年签订的英巴条约，英国以保护国身份立即启动了外交回应，施加政治压力，责难巴林违反条约，（经由刘易斯·佩利上校）又与卡塔尔代表进行磋商，默许卡塔尔由从巴林独立出来。为了与刘易斯·佩利上校进行磋商，卡塔尔人选出了德高望重的多哈本土人士萨尼·本·穆罕默德。他的萨尼部落，曾经参与过一些波斯湾地区的相关政治活动，并拥有一定的政治声望。曼尼成为半岛部落的一个重要代理人。

## 土耳其控制时期
奥斯曼帝国于1871年开始向东部阿拉伯扩张。在哈薩綠洲建立据点之后，他们开始向卡塔尔进发。
英国最初想占据卡塔尔和波斯湾，是企图把这里作为殖民印度的一个理想的中途落脚点，当然20世纪初期，石油和天然气的发现，便成为英国占领这里的又一个理由。

## 英国保护地
1913年，奥斯曼帝国官方宣布放弃卡塔尔主权。1916年，新的统治者Abdullah bin Jassim Al Thani与英国签订协议。从而此地处于休战状态。卡塔尔得到正式的认可成为英国的被保护国。

## 战后
在第二次世界大战以后，尤其是在1947年印度取得独立以后，英国对殖民地的控制权大大削弱。到了20世纪50年代，英国放弃波斯湾阿拉伯国家的呼声越来越高，最终，在1961年，英国接受了科威特的独立宣言。7年以后，英国官方宣布他们将在3年时间内放弃（政治上而非经济上）对波斯湾的控制，随后卡塔尔加入了巴林和其他七个休战国家联盟。但卡塔尔内部的反对意见很大，很快迫使卡塔尔脱离这个最终发展为阿拉伯联合酋长国的联盟。最终，1971年，卡塔尔举行开国典礼，正式成为一个主权独立的国家。
自从1995年至今，卡塔尔由埃米尔哈邁德·本·哈利法·阿勒薩尼统治，他是在他的父亲萨尼·哈里发·本·穆罕默德在瑞士休假期间通过不流血政变夺得的国家控制权。在他的统治下，卡塔尔的社会政治生活更为自由，包括妇女解放，新宪法的建立，以及备受争议的半岛电视台的开播。
2007年4月3日，卡塔尔埃米尔哈马德任命哈马德·本·贾西姆·本·贾比尔·阿勒萨尼为内阁首相。
2017年6月，卡塔尔与中东多国爆发断交危机。